# Alcmenes
Để biết thêm về những người trùng tên, xem Alcamenes (định hướng).
Alcmenes (Tiếng Hy Lạp: Ἀλκμένης) hoặc Alcamenes, Alkamenos, là Quốc vương của xứ Sparta, thuộc Vương triều Agis, trị vì từ khoảng năm 740 cho đến năm 700 trước Công Nguyên.
Pausanias, ông thân chinh hành binh về đêm đánh vùng Ampheia, mở đầu cuộc Chiến tranh Messene lần thứ nhất, như qua đời trước khi cuộc chiến bước sang năm thứ tư. Trong triều đại của ông, xứ Sparta chiếm lĩnh được Helos - một vùng đất gần cửa sông Eurotas, có lẽ là nơi lãnh thổ độc lập cuối cùng của cư dân Achaea cổ xưa, và có thể là nguồn gốc của từ "helot", chỉ người nô lệ thành Sparta.
Ông kế ngôi vua cha Teleclus và được kế tục bởi Polydorus.